# Samir Saïd Soualah
 (mai 2019).
Samir Saïd Soualah est un footballeur algérien né le 21 avril 1979 à Batna. Il évoluait au poste d'arrière droit.

## Biographie
Samir Saïd Soualah évolue en première division algérienne avec le club du CA Batna. De 2002 à 2010, il joue 103 matchs en première division, inscrivant cinq buts.

## Palmarès
- Finaliste de la Coupe d'Algérie en 2010 avec le CA Batna
- Champion d'Algérie de D2 en 2011 avec le CS Constantine et en 2013 avec le CRB Aïn Fakroun